# Aéroport d'Ebolowa
L'aéroport d'Ebolowa (code IATA : EBW • code OACI : FKKW) est un aéroport camerounais à usage public situé à 6 kilomètres au sud d'Ebolowa. Les images satellites montrent une piste envahie par la végetation,.